# Trebovec
 Trebovec  falu Horvátországban Zágráb megyében. Közigazgatásilag Ivanić-Gradhoz tartozik.

## Fekvése
Zágrábtól 30 km-re délkeletre, községközpontjától  6 km-re nyugatra, az A3-as autópálya mellett fekszik.

## Története
Trebovec még birtokként II. András királynak 1209-ben kelt adománylevelében szerepel először "Trehensapole" alakban, melyben leírja a Jeruzsálemi Szent Sír lovagrendnek adományozott Szent Márton földjének határait. 
A település neve Andrásnak a templomosok zelinai Szent Márton kolostora precaptorának ("praeceptor domus milicie Templi de sancto Martino") 1311. augusztus 1-jén kelt adománylevelében is szerepel  "Tribuych" alakban. Ebben az elöljáró odaadományozta Páris plébánosnak a bozsjákói birtoktest déli részén fekvő Jeseu és Tribuych falvakat, majd megerősítette a plébánost azon birtokaiban, melyet ugyanezen, Szt. Márton rendház megelőző preceptora, Vilmos fráter adományozott neki. Az adomány fejében a plébános minden praediumért évente Szent Kozma és Damján ünnepén köteles volt hűbéri esküt tenni és egy báni dénárt tartozott fizetni a kolostornak. A két falu területe akkor még lakatlan volt, azokat a plébánosnak kellett betelepítenie.
Trebovecet 1790-ben az újonnan alapított posavski bregi plébániához csatolták. 1857-ben 685, 1910-ben 910 lakosa volt. Trianonig Zágráb vármegye Dugo Seloi járásához tartozott. A településnek 2001-ben 376 lakosa volt.

## Lakosság
| Lakosság változása | Lakosság változása | Lakosság változása | Lakosság változása | Lakosság változása | Lakosság változása | Lakosság változása | Lakosság változása | Lakosság változása | Lakosság változása | Lakosság változása | Lakosság változása | Lakosság változása | Lakosság változása | Lakosság változása |
| ------------------ | ------------------ | ------------------ | ------------------ | ------------------ | ------------------ | ------------------ | ------------------ | ------------------ | ------------------ | ------------------ | ------------------ | ------------------ | ------------------ | ------------------ |
| 1857               | 1869               | 1880               | 1890               | 1900               | 1910               | 1921               | 1931               | 1948               | 1953               | 1961               | 1971               | 1981               | 1991               | 2001               |
| 685                | 714                | 686                | 813                | 858                | 910                | 812                | 766                | 629                | 621                | 543                | 460                | 377                | 320                | 376                |

## Nevezetességei
Szent Benedek tiszteletére szentelt temetőkápolnája a falun keresztül vezető út mellett található. A kápolna 1910 körül épült téglalap alaprajzú hajóval, és egy valamivel keskenyebb, téglalap alaprajzú szentéllyel. A főhomlokzat előtt zömök harangtorony áll, piramis alakú toornysisakkal. A szentély csehsüvegboltozatos, míg a hajó fából készített, festett mennyezetű.